# Protooncogèn
Els protooncogens són gens en els que la funció normal del seu producte gènic és promoure la divisió cel·lular. Les mutacións patogèniques els confereixen un guany de funció, donant lloc a un augment de la proliferació cel·lular. Als protooncogens alterats se'ls denomina oncogens. Les alteracions són dominants, car afecten sols un al·lel. Fins ara se n'han descobert més d'un centenar pertanyents a diferents grups de proteïnes.
Els protooncogens poden activar-se a través de diferents mecanismes: per mutació puntual, per amplificació gènica, per sobrexpressió o per reordenament gènic.